# Rubén (dessinateur)
Rubén del Rincón (né en 1978 à Olesa de Montserrat) est un auteur de bande dessinée espagnol. Il a utilisé le pseudonyme Rubén au début de sa carrière.

## Biographie
Après des études à l’Escola de Cómic Joso (1997-1999), Rubén a commencé sa carrière professionnelle dans le magazine érotique « Kiss Comix ».
À la suite de ces travaux, le scénariste français Jean-David Morvan le contacte pour poursuivre la série Syr Pyle, que José Luis Munuera avait abandonnée. Ils créeront plus tard Jolin le teigne et une adaptation en BD des Trois Mousquetaires d'Alexandre Dumas.

## Publications en français
- Jolin la teigne
  - L'Ours en ferraille (dessin sous le nom Rubén), avec Jean-David Morvan (scénario), Vents d'Ouest, 2003[2]
  - La Sorcière dans la Lune (dessin sous le nom Rubén), avec Jean-David Morvan (scénario), Vents d'Ouest, 2004
- Les Trois Mousquetaires (dessin sous le nom Rubén), avec Jean-David Morvan (scénario), Delcourt, coll. « Ex-Libris », 4 vol., 2007-2010.
- Nassao (sous le nom Rubén), Tabou, 2 vol., 2011-2014[3].
- Insoumises (dessin sous le nom Rubén), avec Javier Cosnava (scénario), Éditions du Long Bec, 2016  (ISBN 979-10-92499-27-8).
- L'Ombre de l'aigle (d'après Arturo Pérez Reverte), Éditions du Long Bec, 2017  (ISBN 979-10-92499-56-8).
- Cachemire, Éditions du Long Bec, 2018  (ISBN 978-2-379-38005-1).
- Max : Les Années 20 (dessin sous le nom Rubén), avec Salva Rubio (es) (scénario), Éditions du Long Bec, 2 vol., 2018-2019.
- El Boxeador (scénario et dessin), avec Manolo Carot (scénario et dessin), Éditions du Long Bec, 2018  (ISBN 979-10-92499-71-1).